# Змија (словенска митологија)
Змија или гуја према представама и вјеровањима Словена представља отелотворење душе мртвог претка, односно хтонско биће. Свака кућа има своју змију чуваркућу. Она  живи испод прага. Код Пољака, Хрвата, Литванаца, Чеха и Срба поштовање кућне змије била је општа појава.

## У митологији и народним предањима
Према змији човјек има двојак однос: истовремено је се боји, али је и поштује. По предањима предака вјерује се да ће онога ко убије чуваркућу стићи зла судбина. Ако неко близу куће убије змију плугом при орању прописно ће је сахранити, а некад чак и прекрити плахтом, односно покровом. Такође, у вези са култом змије постојао је обичај засецања дјететовог увета над прагом, забиљежен у Србији: овај обред у ствари представља приношење жртве мртвом претку, а у пренесеном смислу и змији у коју је инкарниран. Змија која чува кућу рјетко кад излази из свог боравишта под прагом. Верује се да чак и њено појављивање у дворишту домаћина представља злослутан знак, који често означава да ће неко умријети.

### Змијске ноге, глава и срце
Од великог значаја је змија која се убије између 28. августа и 21. септембра. Срце такве угинуле змије, посебно ако је живјела под лијеском, крије тајне свих отровних трава. Одсјечена и осушена глава такве змије основ је многих магијских ритуала који омогућавају уочавање вјештица , буђење љубавних осјећања, па чак и разумијевање  немуштог језика којим разговарају животиње. Када се кроз осушену главу змије у прољеће посије босиљак, он ће када проникне омогућити разговор са духовима. Вјерује се да свака змија има чак и ноге. Она их прво крије неколико година, а затим их откива приликом претварања из змије у алу. Ко би пре тога видио те ноге, морао би одмах умријети. Претпоставља се да змија своје ноге крије у кошуљици, којој се због тога придају љековите особине. Змијска кошуљица је рожни слој који змија повремено одбацује. У Црној Гори је познат обичај да се срце убијене змије ушије у дјечију хаљину што доприноси снази и здрављу тог дјетета. Сви дијелови змија имају примјену у магијским ритуалима. Змија обично помаже тако што смртно рањеноме доносе љековите траве.